# تالاب شور گلپایگان
تالاب شور گلپایگان تالابی در نزدیکی گلپایگان در استان اصفهان است. این تالاب بخشی از پناهگاه حیات وحش و پارک ملی موته است. این تالاب حدود ۸ هزار هکتار مساحت دارد.
این تالاب در حدود ۴۰ سال پیش در نتیجه زهکشی خشکید، اما بارش‌های چندین سال اخیر و مسدودسازی برخی زهکشی‌ها باعث احیای نسبی آن شده‌است. از گونه‌های شاخص جانوری این تالاب می‌توان به باقرقره (کوکر)، شاهین، عقاب، پرندگان آبزی و آهو اشاره کرد.

## خشکیدگی و احیا
در گذشته آب‌های سطحی شهرستان گلپایگان از نقاط مرتفع (مناطق بالای سد گلپایگان- کوچری) و همچنین رودخانه خوانسار تامین‌کننده آب تالاب بودند. سطح وسیعی از اراضی اطراف تالاب شور گلپایگان سال ۱۳۶۰ بدون مطالعات کارشناسی با هدف توسعه کشاورزی زهکشی شد، اما به دلیل شور بودن زمین، کشت و زراعت در این منطقه امکان‌پذیر نبود و در نتیجه زهکشی‌ها به تدریج سبب از بین رفتن رطوبت تالاب و خشکیدن آن شد. بارش‌های مطلوب اواخر دهه ۱۳۹۰ در کنار مسدود کردن برخی زهکشی‌ها احیای نسبی تالاب را در پی داشته‌است.